# Rumis
Rumis, international bekannt als Blokus 3D, ist ein Strategiespiel des Spieleautors Stefan Kögl, der dieses 2003 in dem Schweizer Spieleverlag Murmel Spielwerkstatt und Verlag veröffentlicht hat. Das Spiel für zwei bis vier Spieler ab sieben Jahren dauert etwa 20 Minuten pro Runde. Die Spieler müssen dabei mit dreidimensionalen Bausteinen gemeinsam Gebäude aufbauen und damit Punkte erlangen.

## Thema und Ausstattung
Bei dem Spiel handelt es sich um ein Strategiespiel, bei dem die Mitspieler mit verschiedenen Bausteinen gemeinsam ein Gebäude aufbauen müssen und damit jeweils einzeln Punkte erlangen. In der ursprünglichen Version von Rumis nahm der Autor thematisch Bezug auf die „monumentalen Bauwerke der Inka“ und nannte das Spiel im Untertitel „Steine der Inka“, bei späteren Versionen von Blokus 3D ist das Konzept abstrakt.
Der Inhalt der Spieleschachtel besteht neben der Spielanleitung aus vier Sets von je 11 farbigen Bausteinen, die jeweils aus zwei, drei oder vier Würfeln zusammengesetzt sind (Polyominos), sowie vier Spieltafeln, die als Grundfläche für die zu bauenden Gebäude genutzt werden.

## Spielweise
Zu Beginn des Spiels wählt jeder Spieler eine Spielerfarbe und bekommt alle Bausteine dieser Farbe. Eine der Spieltafeln wird ausgewählt, wodurch die Art sowie die maximale Höhe des Gebäudes bestimmt wird. Letztere ist zudem abhängig von der Anzahl der Spieler. Als mögliche Bauwerke können eine Mauer (Pirka), eine Pyramide (Coricancha), eine Treppe (Pisac) oder ein Turm (Chullpa) gewählt werden.
Das Spiel wird über mehrere Runden im Uhrzeigersinn gespielt. Beginnend mit einem Startspieler, platzieren die Spieler jeweils einen ihrer Bausteine innerhalb der auf der Spieltafel vorgegebenen Grundfläche. In der ersten Runde müssen die Steine aller Spieler mindestens mit einer Fläche einen der bereits liegenden Steine sowie die Grundfläche berühren, ab der zweiten Runde müssen sie jeweils mit mindestens einer Fläche einen Stein der eigenen Farbe berühren. Die Steine dürfen niemals so gelegt werden, dass sie über die Grundfläche oder die durch das Bauwerk vorgegebenen Begrenzungen ragen, und sie dürfen keine Löcher bilden. Gelingt es einem Spieler nicht, einen Stein regelgerecht zu legen, scheidet er aus dem Spiel aus.
Das Spiel endet, wenn kein Spieler mehr regelgerecht Steine anlegen kann. Tritt dies ein, so kommt es zur Wertung, bei der alle von oben sichtbaren Steine jeweils einen Punkt für die entsprechende Farbe bedeuten. Gewonnen hat der Spieler, der die meisten Punkte gemacht hat.

## Veröffentlichung
Das Spiel Rumis wurde von den Schweizer Spieleautoren Stefan Kögl entwickelt und 2003 bei dem Schweizer Spieleverlag Murmel Spielwerkstatt und Verlag veröffentlicht. Im gleichen Jahr wurde es auf die Auswahlliste zum Spiel des Jahres aufgenommen. Zudem wurde es 2004 bei den Mensa Select Games der amerikanischen Sektion des Verbandes Mensa International als eines von fünf Spielen ausgewählt. Nach der Auszeichnung erschien es bei dem amerikanischen Verlag Educational Insights ebenfalls unter dem Namen Rumis. Ab 2008 erschien das Spiel mit leicht veränderten Regeln als abstraktes Spiel Blokus 3D, in Anlehnung an das erfolgreiche Blokus, bei Winning Moves Games sowie später bei Mattel. 2008 erhielt Blokus 3D einen Japan Boardgame Prize und wurde bei den Boardgames Australia Awards nominiert.
Bei HUCH! erschien 2008 eine neue Version des Spiels als Rumis+, ebenfalls entwickelt von Stefan Kögl.

## Belege
1. 1 2 3 4 5  Rumis, Spielanleitung, Murmel Spielwerkstatt und Verlag 2003
2. 1 2 3  Versionen des Spiels Rumis / Blokus 3D in der Spieledatenbank BoardGameGeek; abgerufen am 31. März 2020.
3. ↑  Rumis auf der Website des Spiel des Jahres e.V.; abgerufen am 31. März 2020.
4. ↑  Mensa Select Games auf mensamindgames.com (Auswahl 2004); abgerufen am 31. März 2020.